# Pupinizzazione

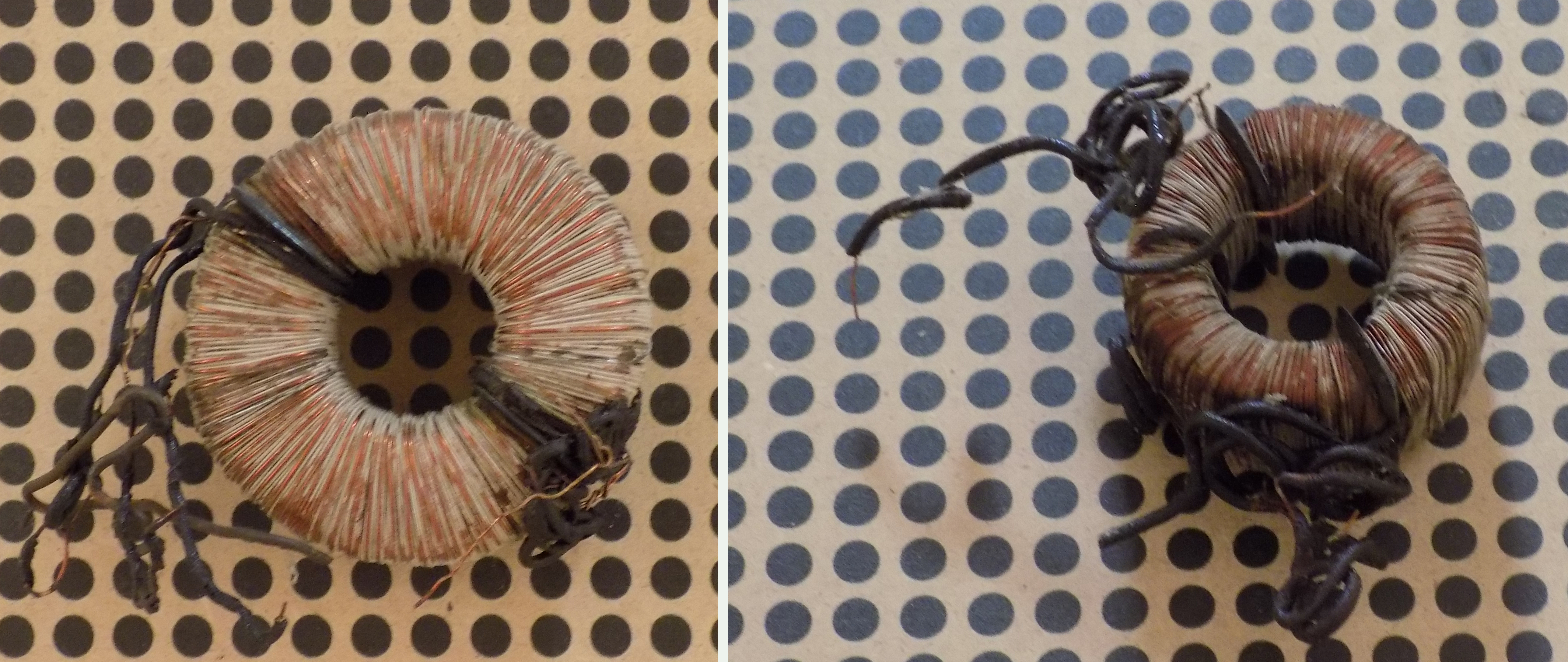
Le bobine di Pupin nel Museo PTT di Belgrado

La pupinizzazione è una tecnica utilizzata per eliminare la distorsione dei segnali a basse frequenze nella trasmissione su lunghe distanze.
Oliver Heaviside determinò la condizione per limitare la distorsione (che da lui prese il nome) nel 1860, nell'ambito di uno studio dei problemi di trasmissione del segnale nel primo cavo telegrafico transatlantico. Fu suo anche il suggerimento, nel 1893, di implementarla aggiungendo delle bobine a distanze regolari lungo la linea, sia telegrafica che telefonica. Non brevettò però la propria idea, e fu in questo preceduto nel 1899 da Michele Idvorsky Pupin, al quale la tecnica fu quindi intitolata.
Nel caso di cavi telefonici, è realizzata interrompendo i cavi ad intervalli regolari (in genere 1900 m) e collegandoli alla cosiddetta "cassa Pupin", di forma solitamente cilindrica, interrata o appena affiorante. Nel passaggio all'interno di tale scatola le coppie telefoniche vengono collegate ad appositi filtri realizzati con induttanze e condensatori. Le coppie che non devono essere "pupinizzate" transitano solamente all'interno delle casse Pupin.
Tale tecnica è necessaria per quanto riguarda il segnale analogico, superata nel trasferimento di segnali digitali ad alta frequenza e dai flussi su fibra ottica.